# Pjotr Jakowlewitsch Ufimzew
Pjotr Jakowlewitsch Ufimzew (russisch Пётр Яковлевич Уфимцев; * 1931 in Ust-Tscharyschskaja Pristan) ist ein russischer Physiker. Er gilt als Vater der Tarnkappentechnik.
Nach einem Studium der Physik an der Universität Alma-Ata und der Universität Odessa wurde Ufimzew im Jahr 1959 promoviert. Er begann, sich für die Reflexion von Laser und Radar zu interessieren. Seine Publikationen wurden auf Englisch übersetzt und führten in den 1970er-Jahren zur Entwicklung des ersten Tarnkappenflugzeugs Lockheed F-117. Ab 1973 war Ufimzew am Institut für Radiotechnik und Elektronik der Akademie der Wissenschaften tätig, 1990 wurde er mit dem Staatspreis der UdSSR ausgezeichnet.